# 나카무라 아오이
나카무라 아오이(일본어: 中村 蒼, 1991년 3월 4일 ~ )는 일본의 배우이다.
후쿠오카현 후쿠오카시 출신. 레프로 엔터테인먼트 소속.

## 내력
2005년 11월에 열린, 제18회 쥬논 수퍼 보이 콘테스트에서 그랑프리를 받으며 연예계에 입문했다.
2006년 10월, 무대 《전원에 죽다》 주연으로 배우 데뷔.

## 출연

### 드라마
- 사신의 발라드. 제5화 (2007년 2월 5일, TV 도쿄) - 이쿠마 다이키 역
- BOYS 에스테 (2007년 7월 ~ 9월, TV 도쿄) - 주연·아카기 히비키 역
- 더 휴식 시간 (2008년 5월 ~ 2009년 9월, 디즈니 채널) - 아키라 역
- 학교는 가르칠 수 없다! (2008년 7월 ~ 9월, 닛폰 TV) - 미즈키 카즈키 역
- Q.E.D. 증명종료 (2009년 1월 ~ 3월, NHK) - 주연·토마 소우 역
- 전하고 싶어! 우리의 꿈 청도견이 가르쳐준 힘~아스나로 학교 이야기~ (2009년 7월 20일, TBS) - 주연·타카하라 역
- 남자다운 남자! 제12회 (2009년 11월 28일, NHK) - 하세가와 역
- 엔젤 뱅크~전직대리인 (2010년 1월 ~ 3월, TV 아사히) - 에무라 역
- 퍼펙트 블루 (2010년 2월 7일, WOWOW) - 모로오카 신야 역
- 프로포즈 형제~태어난 순서별 남자가 결혼하는 방법~ (2011년 2월 21일 ~ 24일, 후지 TV) - 야마다 사부로 역
- 재생거류 (2011년 3월 6일, WOWOW) - 호라이 히데키 역
- 마루모의 규칙 최종화 (2011년 7월 3일, 후지 TV) - 사노 이즈미 역 ※특별 출연
- 아름다운 그대에게~미남☆파라다이스~ (2011년 7월 ~ 9월, 후지 TV) - 사노 이즈미역
- 마술은 속삭인다 (2011년 9월 9일, 후지 TV) - 마모루 역
- 블랙 보드~시대와 싸운 교사들~ 제1화 (2012년 4월 5일, TBS) - 바바 타케후미 역
- 리갈 하이 제1화 (2012년 4월 17일, 후지 TV) - 츠보쿠라 유이치 역
- 숨도 쉴 수 없는 여름 (2012년 7월 ~ 9월, 후지 TV) - 쿠사노 코타 역
- MONSTERS 최종화 (2012년 12월 9일, TBS) - 세키네 준페이 역
- 악녀들의 메스 episode2 (2012년 12월 21일, 후지 TV) - 이시즈카 세이치 역
- 백호대~패배하지 않는 자들 (2013년 1월 2일, TV 도쿄) - 시노다 기사부로 역
- 탱크톱 파이터 (2013년 4월 ~ 6월, MBS) - 구레타 쿠우 역 ※특별 출연
- 야에의 벚꽃 (2013년 9월 ~ 12월, NHK) - 토쿠토미 소호 (이이치로) 역
- 수수께끼의 전학생 (2014년 1월 ~ 3월, TV 도쿄) - 주연·이와타 코이치 역
- 희망의 꽃 (2014년 2월 25일, NHK) - 주연·스기우라 다이키 역
- 도쿄 가드 센터 (2014년 4월 ~ 6월, Dlife) - 사사오카 마모루 역
- 앨리스의 가시 (2014년 4월 ~ 6월, TBS) - 반다이 유마 역
- 책장식당 (2014년 8월 18일 ~ 26일, NHK BS 프리미엄) - 주연·사나다 니시키 역
  - 책장식당 제2시리즈 (2015년 7월 ~ 10월)
- 죄인의 거짓말 (2014년 8월 ~ 9월, WOWOW) - 히로세 역
- 마더즈 (2014년 10월 18일, 츄쿄 TV) - 주연·야마세 켄타 역
- 우로보로스~이 사랑이야말로, 정의. 제1화 (2015년 1월 16일, TBS) - 사와타리 케이타 역
- 영원의 0 (2015년 2월 11일 ~ 15일, TV 도쿄) - 오오이시 켄이치로 역
- 가부키모노 케이지 (2015년 4월 ~ 6월, NHK) - 마에다 신쿠로 역
- 동굴 아저씨 (2015년 7월 20일, NHK BS 프리미엄) - 주연·카즈마 역
- 첫 전차가 달렸다 (2015년 8월 10일, NHK) - 모리나가 칸타로 역
- 도서관 전쟁 BOOK OF MEMORIES (2015년 10월 5일, TBS) - 아사히나 슈지 역
- 무통~진찰하는 눈~ (2015년 10월 ~ 12월, 후지 TV) - 이바라 역
- 실 숲 속의 집 (2015년 12월 21일 ~ 28일, NHK) - 나카츠 선생님 역
- 접시꽃 필 무렵에~아이즈의 결혼~ (2016년 6월 24일, 후쿠시마 중앙 TV) - 주연·유타 역
- 후회없이, 사랑해 (2016년 7월 ~ 9월, TBS) - 미야자와 료 역
- 잠입 수사 아이돌 형사 댄스 (2016년 10월 ~ 12월, TV 도쿄) - 주연·타츠야 스미레 역
- 파친코 시즌2 (2024년 8월 23일 ~ 2024년 10월 11일, Apple TV+) - 쿠로가네 타카시 역

### 영화
- 연공 (2007년, 토호) - 노조무 역
- 백팔 (2008년, 팬텀 필름) - 주연·코바야시 노부히로 (노부) 역
- BECK (2010년, 쇼치쿠) - 사쿠라이 유지 (사쿠) 역
- 퍼펙트 블루 (2010년, 카도카와 시네플렉스) - 모로오카 신야 역
- 오오쿠 (2010년, 쇼치쿠/아스믹 에이스) - 카키조에 역
- 파라노말 액티비티 제2장 TOKYO NIGHT (2010년, 프레시디오) - 주연·야마노 코이치 역
- 간주남 간주녀 〈Boy? meets girl.〉 (2011년, 뉴 시네마 워크숍) - 주연·무라츠바키 코노스케 역
- 별이 내리는 마을 (2011년, YOSHIMOTO R and C) - 주연·츠츠미 코타로 역
- 너와 나 (2011년, 아크 필름즈) - 주연·청년 역
- 마이 백 페이지 (2011년, 아스믹 에이스) - 시바야마 역
- 고, 보이즈! 마지막 잎새 사수 프로젝트 (2011년, 쇼게이트) - 주연·오가사와라 겡키 역
- 미츠코, 출산하다 (2011년, 쇼게이트) - 코다마 요이치 역
- 깨끗하고 연약한 (2013년, 토호) - 마야마 토시쿠니 역
- 동경난민 (2014년, 팬텀 필름) - 주연·토키에다 오사무 역
- 트와일라잇 사사라 사야 (2014년, 워너 브라더스 영화) - 사노 역
- 하루코의 파라노말 액티비티 (2015년) - TV 역
- 나쁜 여자 (2016년, 쇼치쿠) - 이소자키 역
- 버스데이 카드 (2016년, 토에이) - 타테이시 준 역

### 무대
- 전원에 죽다 (2006년 10월 4일 ~ 8일) - 주연·테라야마 소년 역
- 카레 라이프 (2011년 5월 ~ 6월) - 주연·켄스케 역
  - 낭독 카레 라이프 (2011년 12월 29일)
- 아타미 살인사건 NEXT (2012년 4월 6일 ~ 22일) - 오오야마 킨타로 역
- 붙다, 꺼지다 (2013년 6월 4일 ~ 23일)
- 사나다 십용사 (2014년 1월 ~ 2월) - 사나다 다이스케 역